# House on Haunted Hill (1999)
House on Haunted Hill é um filme de terror sobrenatural americano de 1999, dirigido por William Malone e estrelado por Geoffrey Rush, Famke Janssen, Taye Diggs, Ali Larter, Bridgette Wilson, Peter Gallagher e Chris Kattan. A trama acompanha um grupo de estranhos que são convidados para uma festa em um hospício abandonado, onde um milionário com tendências teatrais oferece um milhão de dólares para qualquer um que conseguir passar uma noite inteira lá dentro. Produzido por Robert Zemeckis e Joel Silver, é um remake do filme de mesmo nome de 1959, dirigido por William Castle, usando elementos do clássico de 1973 The Forgotten. House on Haunted Hill marca a estreia da produtora Dark Castle Entertainment, uma empresa de produção cinematográfica que posteriormente produziu vários outros filmes de terror, como Thirteen Ghosts e House of Wax, dois filmes que também foram remakes.
O filme é frequentemente comparado com The Haunting, outro remake de 1999 do filme de mesmo nome de 1963, baseado no romance The Haunting of Hill House de Shirley Jackson. Outro elemento que deve ser observado, em comparação com a versão original, a versão de William Castle deixa um grau de ambiguidade quanto à presença de fantasmas no prédio, no remake entanto não há dúvidas. As filmagens ocorreram em Los Angeles no início de 1999, com os famosos maquiadores Gregory Nicotero e Dick Smith fornecendo os efeitos especiais do filme.
House on Haunted Hill foi lançado no fim de semana de Halloween em 1999. Seguindo a tradição dos truques teatrais de William Castle, a Warner Bros. forneceu raspadinhas promocionais aos cinemas que exibiam o filme, oferecendo aos compradores de ingressos a chance de ganhar um prêmio em dinheiro, semelhante aos personagens do filme. O filme foi um sucesso comercial, estreando em primeiro lugar nas bilheterias dos EUA e arrecadando 65 milhões de dólares no mundo todo. O filme recebeu críticas amplamente negativas, com alguns ridicularizando o uso de efeitos especiais e sangue, embora tenha recebido alguns elogios por suas performances e elementos de terror. O filme foi indicado a 2 Blockbusters Movie Awards pelas atuações de Famke Janssen e Taye Diggs.
Foi lançada uma sequência do filme em 2007 em DVD, Return to House on Haunted Hill, que foi lançada em ambas versões editadas e sem cortes.

## Sinopse
Em 1999, um famoso empresário do ramo de parques temáticos, Stephen H. Price, decide comemorar o aniversário de sua esposa Evelyn Stockard-Price e marca uma festa de aniversário em um hospício abandonado desde a década de 1930, quando os pacientes do local se revoltam contra o médico sádico, Dr. Richard B. Vannacutt, e iniciam um incêndio no prédio. Matando todos os presos e funcionários.
Misteriosamente outras 5 pessoas, que não foi as que Stephen convidou originalmente, comparecem a festa. Entre elas estão: a produtora de cinema Jennifer Jenzen, o jogador de beisebol Eddie Baker, a ex-estrela de TV Melissa Marr, o médico Donald Blackburn e o dono do local Watson Pritchett.
Apesar disso, Price propõe um desafio aos convidados desconhecidos, oferecendo 1 milhão de dólares para cada convidado que permanecer na casa até o amanhecer; aqueles que perderem o desafio terão parte dos seus prêmios em dinheiro dados para os outros que permanecerem na casa que está infestada de fantasmas. 

## Elenco
- Geoffrey Rush como Steven H. Price
- Famke Janssen como Evelyn Stockard-Price
- Taye Diggs como Eddie Baker
- Ali Larter como Sara Wolfe/Jennifer Jenzen
- Bridgette Wilson como Melissa Margaret Marr
- Peter Gallagher como Donald W. Blackburn
- Chris Kattan como Watson Pritchett
- Max Perlich como Carl Schecter
- Jeffrey Combs como Dr. Richard Benjamin Vannacutt
- Lisa Loeb como repórter do Canal 3
- James Marsters como cinegrafista do Canal 3
- Peter Graves como ele mesmo

## Produção

### Desenvolvimento

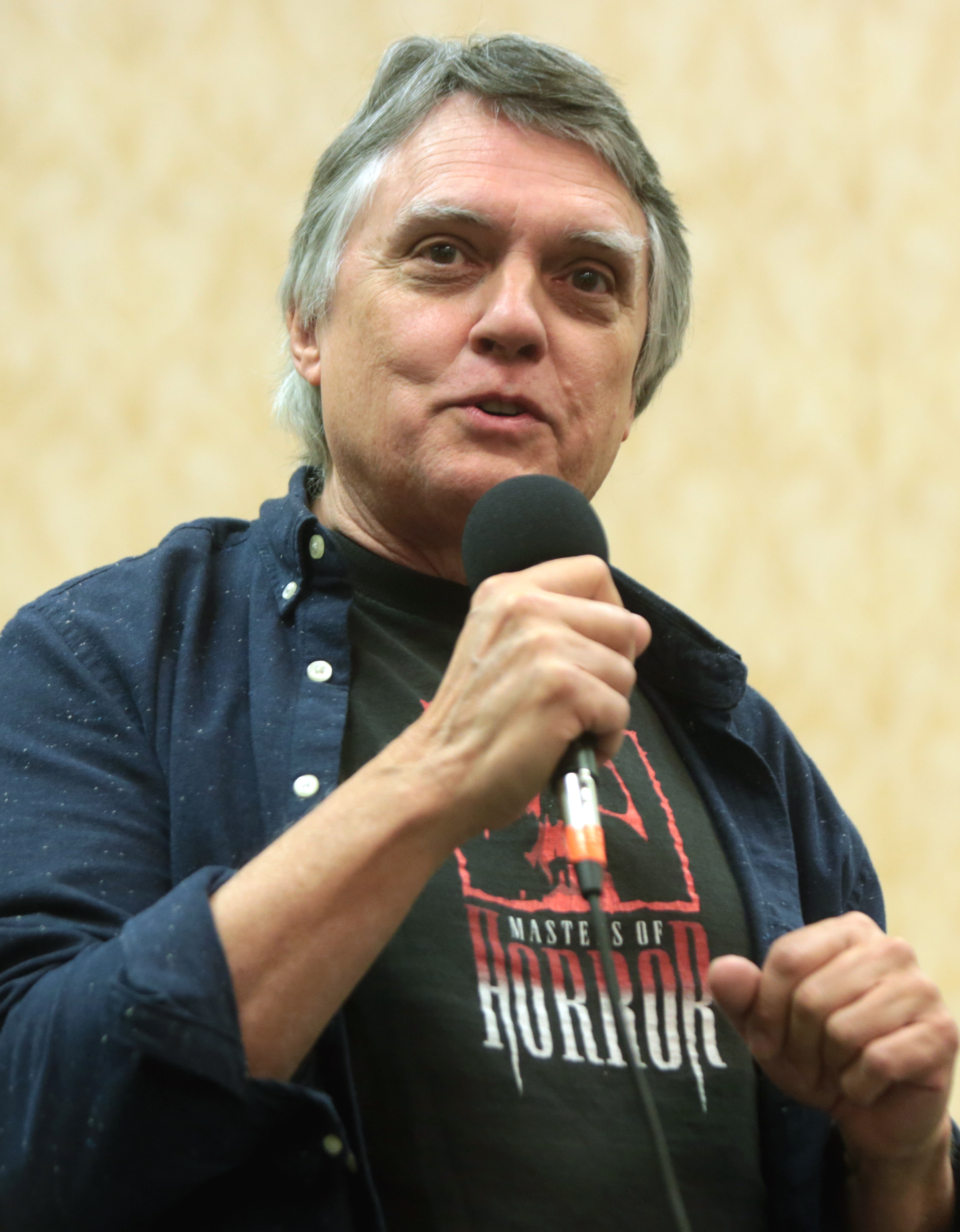
William Malone dirigiu e co-escreveu o filme

House on Haunted Hill foi o primeiro filme produzido pela produtora americana Dark Castle Entertainment. Joel Silver e Robert Zemeckis discutiram refazer o filme de 1959 de William Castle já em 1997. A filha de Castle, Terry Castle, foi coprodutora do remake. O diretor William Malone era fã do filme original, que ele tinha visto na infância. Malone e o produtor Dick Beebe trabalharam no roteiro do filme por um ano e meio. De acordo com Malone, ele escreveu aproximadamente vinte por cento do roteiro, embora não tenha recebido créditos por isso.
O coprodutor Gilbert Adler observou que sentiu que o filme era "totalmente diferente" do original, mas manteve o espírito do original, em termos de "como estamos contando a história e os princípios básicos da história em si. Nós o contemporizamos o máximo possível." Os métodos antiéticos de psiquiatria e os procedimentos experimentais apresentados no filme foram vagamente baseados em experimentos médicos conduzidos pelos nazistas. Diferentemente do filme de 1959, em que um elemento sobrenatural foi apenas sugerido (e acabou sendo revelado como um estratagema), a realidade de forças paranormais atacando os participantes da festa foi explicitada no roteiro de Beebe.

### Escolha de elenco
Geoffrey Rush assinou contrato para interpretar Steven Price, o magnata dos parques temáticos no filme. O nome do personagem Price, assim como parte da personalidade geral e dos maneirismos do personagem, são referências ao ator Vincent Price, que interpretou o mesmo personagem — chamado "Frederick Loren" — no filme original. Malone afirmou que Rush estava comprometido com o material e levou o papel a sério. Elizabeth Hurley foi inicialmente considerada para o papel de Evelyn Price, mas em fevereiro de 1999, Famke Janssen foi finalmente escalada para o papel.
Taye Diggs foi posteriormente escalado como Eddie, o ex-jogador profissional de beisebol que estava na festa, e concordou em aparecer no filme depois que Rush assinou o projeto. Ali Larter, que já havia concluído Varsity Blues (1999), foi escalada como Sara Wolfe, uma mulher que se passa por sua ex-chefe, a executiva de cinema Jennifer Jensen; o filme marcou a terceira aparição de Larter nas telas. A estrela do Saturday Night Live, Chris Kattan, foi escalado como Watson Pritchett, o zelador do prédio. Terry Castle afirmou que Kattan foi escalado para o papel por uma questão de alívio cômico, e que os cineastas permitiram que Kattan "simplesmente [fosse] quem ele é".
Para o papel do Dr. Vannacutt, o médico-chefe sádico do hospital, o cantor Marilyn Manson foi considerado em um ponto, mas Jeffrey Combs acabou sendo escalado para o papel.

### Filmagens
O filme foi rodado no final de 1998 e início de 1999 em Los Angeles, Califórnia, com o exterior da garagem da casa sendo filmado no Griffith Park, perto do Observatório Griffith Park. Adler comentou sobre a natureza pouco ortodoxa da casa: "Em vez de ser um tipo típico de casa mal-assombrada, esta [aqui] é muito mais moderna, com um toque de Deco. Não é o que você esperaria ver." Larter declarou em uma entrevista no set: "O set é escuro e sujo, e todos estão doentes, e [Taye Diggs] e Chris [Kattan] me fazem rir. Nós realmente nos divertimos."
A montanha-russa "Terror Incognita" do parque de diversões Price's, mostrada no início do filme, é na verdade a montanha-russa The Incredible Hulk Coaster do parque temático Universal Islands of Adventure, no Universal Orlando Resort, na Flórida.
O filme foi rodado em filme de 35 mm, cujos negativos o diretor Malone usou flash para reduzir o contraste da imagem, dando-lhe uma aparência visual semelhante ao filme usado no início do século XX.

### Efeitos especiais
Alguns críticos notaram que o efeito surrealista de espasmos e contrações dos fantasmas apresentados no filme era semelhante aos efeitos do filme Jacob's Ladder (1990), de Adrian Lyne. Os efeitos especiais do filme foram projetados por Gregory Nicotero e Robert Kurtzman, com design de maquiagem adicional de Dick Smith em seu último crédito no filme. Uma das figuras monstruosas apresentadas no filme durante a sequência de alucinação subaquática de Price foi uma criação de Smith que deveria ser usada em Ghost Story (1981), mas acabou não sendo apresentada. Malone, impressionado com a aparência da figura — que consistia em uma cabeça humana sem olhos, sem nariz e com uma boca alargada — recebeu permissão de Smith para usá-la no filme.
A massa tentacular de fantasmas que aparece no clímax do filme foi projetada pela KNB Effects e foi inspirada nos visuais dos romances de H. P. Lovecraft, além de lembrar as manchas de tinta de Rorschach usadas em psiquiatria. De acordo com Malone, muitos dos elementos visuais não foram gerados por computador, mas sim compostos de filmagens feitas pela equipe de produção, que foram enxertadas para formar a massa.
Outros efeitos visuais práticos incluíam o uso de uma lâmina de serra giratória segurada na frente de uma lente de câmera para dar uma aparência vibrante às sequências alucinatórias vivenciadas por Price na Câmara de Saturação.

### Pós-produção

#### Cenas deletadas
Várias cenas importantes foram retiradas da edição final do filme. Isso incluía uma cena de exposição mostrando como Sara recebeu um convite para a festa: enquanto trabalhava como assistente de produção em um set de filmagem, Sara é demitida por sua chefe, Jennifer Jenzen (interpretada por Debi Mazar), a agressiva vice-presidente de uma empresa cinematográfica. Duas versões da cena foram filmadas, durante as quais Sara entrega a Jennifer uma sacola entregue para ela; dentro dela há uma caixa de música com um gatilho de caixa surpresa que corta o dedo do manipulador. Jennifer joga a caixa no lixo, e Sara descobre o convite para a festa de Price dentro dela.
Outra cena removida do filme de última hora, de acordo com o diretor Malone, foi uma cena em que Sara cai de um chão que desaba quando ela e Baker estão sendo perseguidos por The Darkness. Depois de cair dois andares abaixo, Wolfe acorda em um crematório subterrâneo cheio de cinzas e cadáveres de pacientes mortos no hospital. Lá, ela é atacada por cadáveres reanimados que ressurgem das cinzas, aterrorizando-a e arrancando seu sobretudo. Como resultado da remoção da cena, permanece um erro de continuidade no corte final do filme, no qual o sobretudo de Wolfe desaparece de seu corpo entre as cenas.
Uma cena final do epílogo completando o arco da história de Jennifer Jenzen também foi filmada, mostrando Jennifer chegando na casa com um corretor imobiliário, que ela herdará. Quando ela entra pela porta da frente, um grito de gelar o sangue é ouvido, e o corretor é revelado como sendo o Dr. Vannacutt. O diretor Malone disse que a cena acabou sendo removida após o corte da cena de exposição de Jenzen, além de ter um tom cômico que não combinava com o resto do filme.
Todas as três cenas deletadas do filme foram incluídas no lançamento do filme em DVD pela Warner Bros. Home Video em 2000, na seção de bônus.

## Música
A trilha sonora do filme foi lançada comercialmente pelo selo Varèse Sarabande, contendo trechos da trilha sonora original de Don Davis. Davis compôs a trilha sonora do filme e a gravou com uma orquestra em uma igreja de Seattle. Para dar à trilha sonora uma qualidade gótica, Davis pretendia implementar um órgão de tubos, mas, por questões orçamentárias, usou peças de órgão sampleadas.
Lista de faixas
1. Main Title
2. Pencil Neck
3. Hans Verbosemann
4. House Humongous
5. Funky Old House (Johannes Brahms)
6. No Exit
7. Gun Control
8. Surprise
9. Price Pestiferous
10. Misty Misogamy
11. Coagulatory Calamity
12. Melissa in Wonderland
13. Sorry, Tulip
14. Struggling to Escape
15. Soirée a Saturation
16. On the House
17. Dead But Nice
18. Blackburn's Surprise
19. Encountering Mr. Blackburn
20. The Price Petard
21. Epiphanic Evelyn
22. The Corpus Delecti Committee Meeting
23. Price in Perpetuity
24. The Beast with the Least

A música "Sweet Dreams (Are Made of This)" de Marilyn Manson não está na trilha sonora, mas toca na cena que leva ao Asilo e nos créditos finais.

## Lançamento

### Marketing
Mantendo o espírito da tradição de William Castle de lançar cada um de seus filmes com um truque de marketing, a Warner Bros. e a Dark Castle forneceram aos cinemas ingressos raspáveis que seriam entregues aos espectadores. O bilhete raspável daria a cada cliente a chance de ganhar dinheiro, como os personagens do filme. Os prêmios em dinheiro totalizaram 1 milhão de dólares, incluindo aluguel de filmes da Blockbuster.
A Dark Castle tinha originalmente a intenção de lançar cada um de seus filmes com um truque muito parecido com o que a Castle havia feito. Eles tinham considerado lançar o remake Thirteen Ghosts em 3-D com óculos especiais semelhantes aos usados pelos personagens do filme. Esses planos foram descartados e House on Haunted Hill continua sendo o único filme lançado com um truque especial de marketing.
O filme estreou em 27 de outubro de 1999 no lado oeste de Westwood, Los Angeles, no teatro Mann Village. Janssen, Kattan, Larter e Wilson estavam presentes com o diretor Malone, assim como os produtores Silver e Adler.

### Mídia doméstica
A Warner Home Video lançou House on Haunted Hill em VHS e uma edição especial em DVD em abril de 2000. Em 2006, a Warner o relançou como parte de um DVD duplo junto com o filme original de 1959.
Em 9 de outubro de 2018, a Scream Factory lançou o filme em Blu-ray pela primeira vez na América do Norte como uma edição de colecionador com novas entrevistas com Malone e outros membros da equipe, entre vários outros recursos.

## Recepção

### Bilheteria
House on Haunted Hill foi lançado nos cinemas da América do Norte em 29 de outubro de 1999, sendo exibido em 2.710 cinemas. Estreou em primeiro lugar nas bilheterias dos Estados Unidos naquele fim de semana, arrecadando mais de 15 milhões de dólares em ingressos vendidos. Sua exibição nos cinemas durou 61 semanas. Ao final de sua temporada nos cinemas, o filme teve uma arrecadação nacional de 40.846.082 dólares e uma arrecadação internacional de 24.244.459 dólares, totalizando 65.090.541 dólares em todo o mundo.

### Crítica
House on Haunted Hill recebeu críticas geralmente negativas. No agregador de críticas cinematográficas e televisivas Rotten Tomatoes, o filme tem uma taxa de aprovação de 31% baseada em 62 críticas, com uma classificação média de 4,7/10. O consenso crítico do site diz: "Filmes pouco sofisticados e pouco originais não conseguem produzir sustos". No Metacritic, que usa uma média aritmética ponderada, o filme tem uma pontuação de 28 de 100 com base em 17 críticos, indicando "críticas geralmente desfavoráveis". O público consultado pelo CinemaScore deu ao filme uma nota média de "C" em uma escala de A+ a F.
Mick LaSalle do San Francisco Chronicle disse: "House on Haunted Hill é o tipo de filme de terror que não é nem um pouco assustador e é bem nojento. Mas também é levemente, até mesmo agradavelmente, divertido, pelo menos pelo padrão reduzido estabelecido por The Haunting deste verão... [ele] estabelece relacionamentos hostis entre os personagens, o que permite ao público se perguntar quem está fazendo o quê com quem. Descobrir não é tão interessante, mas chegar lá não é tão ruim." Maitland McDonough, do Film Journal, fez uma crítica semelhante ao filme, dizendo: "Os procedimentos são totalmente convencionais, mas vê-los se desenrolar é um pouco divertido se você estiver com a mente aberta, como muitos espectadores aparentemente estavam no fim de semana de Halloween", comparando também favoravelmente o filme ao remake de The Haunting, de Jan de Bont, lançado vários meses antes.
Kim Newman, escrevendo para a Sight and Sound, elogiou a "abordagem de tentar de tudo do roteirista e diretor William Malone" e observou que o filme "consegue respeitar as intenções do original muito mais do que remakes recentes como as versões de 1999 de The Mummy e The Haunting... A mistura de risos, choques e horrores é muito parecida com a dos dois filmes Tales from the Crypt, mas Malone traz um toque um pouco mais fresco, incorporando a influência de David Fincher e até mesmo de Lars von Trier."
Eric Harrison, do Los Angeles Times, elogiou as atuações no filme, particularmente as de Rush, Kattan e Larter, mas sentiu que o tom do roteiro era inconsistente, escrevendo: "Os humanos fazem tantas coisas horríveis uns aos outros em House on Haunted Hill que os fantasmas não têm a mínima chance de acompanhar, o que pode explicar por que o roteiro faz tantas idiotices com os personagens — se os fantasmas vão causar uma boa impressão, eles precisam de toda a ajuda que puderem obter." A Entertainment Weekly deu ao filme uma classificação B−, chamando-o de "lixo, mas mais assustador do que você espera". Joe Leydon, da Variety, deu ao filme uma crítica favorável, notando seus "sustos baratos", mas acrescentando: "Dada a irredimível breguice do House on Haunted Hill original de 1958, os criadores do remake não tinham para onde ir, a não ser para cima. Então não é exatamente uma surpresa chocante descobrir que a nova obra de terror é uma obra mais astuta e assustadora."
Lawrence Van Gelder, do The New York Times, chamou o filme de "uma lamentável reencarnação" do original, acrescentando: "Este filme desperdiça os talentos de atores como Geoffrey Rush e Peter Gallagher em papéis vazios e depende muito de seus cenários e efeitos especiais para fazer o trabalho que deveria ter sido realizado por seu diretor e roteirista." Marc Savlov, do The Austin Chronicle, ecoou um sentimento semelhante, escrevendo: "A coisa mais legal que posso dizer sobre este remake do filme chocante de William Castle de 1958 é que Geoffrey Rush, que Deus o abençoe, certamente consegue fazer uma bela imitação do bigode original de Vincent Price, ainda melhor do que o de John Waters — o que não é pouca coisa."

## Prêmios e indicações

### Prêmios
Blockbuster Entertainment Awards
- Melhor Ator Coadjuvante - Horror: Taye Diggs - 2000

### Indicações
Blockbuster Entertainment Awards
- Melhor Atriz Coadjuvante - Horror: Famke Janssen - 2000

## Sequência
Em 2007, o filme foi seguido por uma sequência direta para DVD, Return to House on Haunted Hill, com Jeffrey Combs reprisando seu papel como Vannacut e foi lançado em edições classificadas e não classificadas. O filme não teve envolvimento de William Malone e recebeu críticas ruins, principalmente devido a buracos na trama, continuidade no design do edifício e várias outras características do filme, mas foi elogiado por seu recurso Blu-Ray de última geração no qual o espectador pode mudar o caminho da história.